# Rachid Ferchiou
Rachid Ferchiou, né en 1941 au Bardo près de Tunis, est un réalisateur tunisien, également scénariste et producteur au cinéma et à la télévision.

## Filmographie
- 1972 : Yosra (réalisateur et scénariste)[3]
- 1972 : Ommi Traki (producteur)[3]
- 1975 : Les Enfants de l'ennui (réalisateur et producteur)[3]
- 1989 : Automne 86 (réalisateur et producteur)[3]
- 1995 : Échec et mat (réalisateur)[3]
- 2007 : L'Accident (réalisateur)[1]
- 2013 : Les Épines du jasmin (réalisateur, scénariste et producteur)[4]
- 2014 : My China Doll